# Rupelmonde

Rupelmondes vapen.

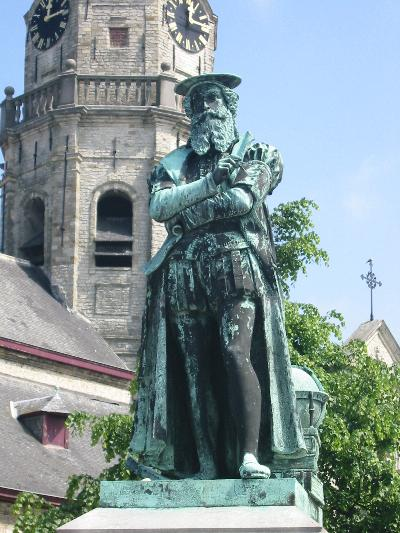
En staty föreställandes Gerhard Mercator i Rupelmonde, utförd av Frans van Havermaet år 1871.

Rupelmonde är en ort i belgiska provinsen Östflandern och distriktet i kommunen Kruibeke. Den ligger precis vid floden Schelde, där Schelde flyter samman med floden Rupel. Rupelmonde grundades under romartiden. Platsen är känd som födelseplatsen för Gerhard Mercator.